# Łukasz Hanzel
Łukasz Hanzel (ur. 16 września 1986 w Cieszynie) – polski piłkarz występujący na pozycji pomocnika w polskim klubie LKS Pogórze.

## Kariera klubowa
Łukasz Hanzel jest wychowankiem LKS–u Pogórze. W 2003 przeszedł do Beskidu Skoczów, w którym występował przed dwa lata. Następnie przez dwa sezony grał w Rozwoju Katowice. W 2007 dołączył do Zagłębia Lubin, gdzie początkowo występował w Młodej Ekstraklasie. Po karnej degradacji drużyny do pierwszej ligi, Hanzel wywalczył sobie miejsce w podstawowym składzie swojego zespołu. Latem 2013 roku został zawodnikiem Piasta Gliwice. W barwach gliwickiego klubu w Ekstraklasie rozegrał w ciągu dwóch lat 54 spotkania i strzelił cztery gole. We wrześniu 2015 Hanzel trafił do I-ligowego klubu Wigry Suwałki. W styczniu 2017 przeszedł do Podbeskidzia Bielsko-Biała.